# (13181) Пенелей
(13181) Пенелей (др.-греч. Πηνέλεως) — типичный троянский астероид Юпитера, движущийся в точке Лагранжа L4, в 60° впереди планеты. Астероид был открыт 11 сентября 1996 года в рамках обзора по поиску троянских астероидов Uppsala-DLR Trojan Survey в обсерватории Ла-Силья и назван в честь Пенелея, одного из персонажей древнегреческой мифологии.

Орбита астероида Пенелей и его положение в Солнечной системе